# Mrsklesy (Olomouc)
Mrsklesy é uma comuna checa localizada na região de Olomouc, distrito de Olomouc.